# Ститт, Кевин
Джон Кевин Ститт (англ. John Kevin Stitt; род. 28 декабря 1972, Милтон, Флорида) — американский предприниматель и политик, представляющий Республиканскую партию. Губернатор штата Оклахома (с 2019).

## Биография
Джон Кевин Ститт родился 28 декабря 1972 года во флоридском городе Милтон в семье Джона Л. Ститта и Джойс Ститт. Его мать происходит из племени чероки, сам Ститт также является зарегистрированным членом этого племени.
Провёл детство в Нормане, затем получил квалификацию бухгалтера в университете штата Оклахома в Стиллуотере, подрабатывая торговлей книгами в Southwestern Company. В 2000 году основал собственную финансовую компанию Gateway Mortgage, имея 1000 долларов и один компьютер, а к 2018 году в ней были заняты 1200 сотрудников в 160 отделениях.
28 августа 2018 года победил во втором туре республиканских предварительных выборов бывшего мэра Оклахома-Сити Мика
Корнетта, потратив на предвыборную кампанию 6,5 млн долларов (из них 3,5 млн пришлось на займы).
6 ноября 2018 года победил на губернаторских выборах в Оклахоме с результатом 54,3 % двух соперников, основным из которых был демократ Дрю Эдмондсон (42,2 %). При этом республиканский кандидат в вице-губернаторы Мэтт Пиннел заручился поддержкой 61,9 % избирателей, почти вдвое обогнав по количеству голосов демократку Анастасию Питтман.
8 ноября 2022 года был переизбран на второй срок, победив на губернаторских выборах кандидата от демократов Джой Хофмейстер с 55 % голосов.